# Gomoa Afransi

Gomoa Afransi är en ort i södra Ghana, belägen några kilometer sydväst om Agona Swedru. Den är huvudort för distriktet Gomoa East, och folkmängden uppgick till 4 395 invånare vid folkräkningen 2010. Gomoa Afransi är sammanvuxen med Gomoa Obuasi, och denna tätort hade 8 363 invånare 2010.